# Голод Марія-Анна
Марія-Анна Миколаївна Голод (до шлюбу Прокопович; 16 січня 1918, Львів — 7 листопада 2003, Торонто) — українська поетеса, прозаїк, гумористка, сатирик, літературознавиця. Член НСПУ (1993).

## Біографія
Народилася 16 січня 1918 року (ЕСУ та сама М.-А. Голод вказують 1917 рік) у Львові в родині священика УГКЦ. Тут закінчила гімназію Сестер василіянок та дворічні торговельні студії.
Пережила радянську та німецьку окупацію, 1944 року емігрувала, перебувала у Німеччині як «переміщена особа».
З 1948 року мешкала в Едмонтоні до 1952, потім у Торонто (Канада), де здобула вищу освіту. Студіювала історію мистецтв та антропологію в Торонтському університеті. Працювала рахівницею у банку, потім — діловодкою при бібліотеці Торонтського університету, організатором для Світового конгресу вільних українців. Була головою Торонтського відділення Об'єднання українських письменників «Слово». Лауреатка премії імені Лесі Українки (1999).
Померла 7 листопада 2003 року у Торонто.

## Творчість
Авторка поетичних збірок «Чотири пори року. Поезії 1972—1976» (Мюнхен — Нью-Йорк, 1978), «Стрімка моя вулиця» (1988) та збірки оповідань «Янгол у наймах. Старосвітські легенди» (1995) за мотивами галицьких леґенд. За збірку прозових творів «Люстра пана Севастьяна» (Київ, 1998) у 1999 році стала лауреаткою Літературної премії імені Лесі Українки. Серед її оповідань, зокрема, «Як Михайло з духами розмовляв» про свого вуйка о. Михайла Туркевича — пароха с. Пониковиця, «Студент».
Окремі видання:
- Голод М. Вірші // Поезія-90. — К.: Радянський письменник, 1990. — Вип. 2. — С. 81—82.
- Голод М. Вірші // Слово. Збірник 9. — Едмонтон: ОУП «Слово», 1981. — С. 17—18.
- Голод М. Вірші // Хрестоматія з української літератури в Канаді. — Едмонтон, 2000. — С. 146—149.
- Голод М.-А. Люстра пана Севастіяна. — К.: Дніпро, 1998. — 141 с.
- Голод М.-А. Янгол у наймах. Старосвітські легенди: Новели. — К.: Рада, 1995. — 76 с.
- Голод М. Стрімка моя вулиця. — Торонто: Слово, 1988. — 144 с.
- Голод М. Чотири пори року. Поезії 1972—1976. — Мюнхен — Нью-Йорк: Сучасність, 1978. — 124 с.
- Голод М.-А. Червоні сандалики. Мемуари. — Львів: Манускрипт-Львів, 2021. — 392 с.

## Родина
- Голод Роман Томич — чоловік;
- Голод Рената-Ольга Романівна[en] — донька.